# Courcelles (Belgia)
Courcelles (wa. Courcele) – miejscowość i gmina w Belgii, w Regionie Walońskim, w prowincji Hainaut, w okręgu Charleroi. 1 stycznia 2024 r. liczyła 31 337 mieszkańców.

## Podział administracyjny
W skład gminy wchodzą trzy dzielnice (section):
- Gouy-lez-Piéton
- Souvret
- Trazegnies

## Współpraca
Miejscowości partnerskie:
- Abondance, Francja
- Artogne, Włochy
- Guémené-Penfao, Francja
- Kęty, Polska